# NTGent

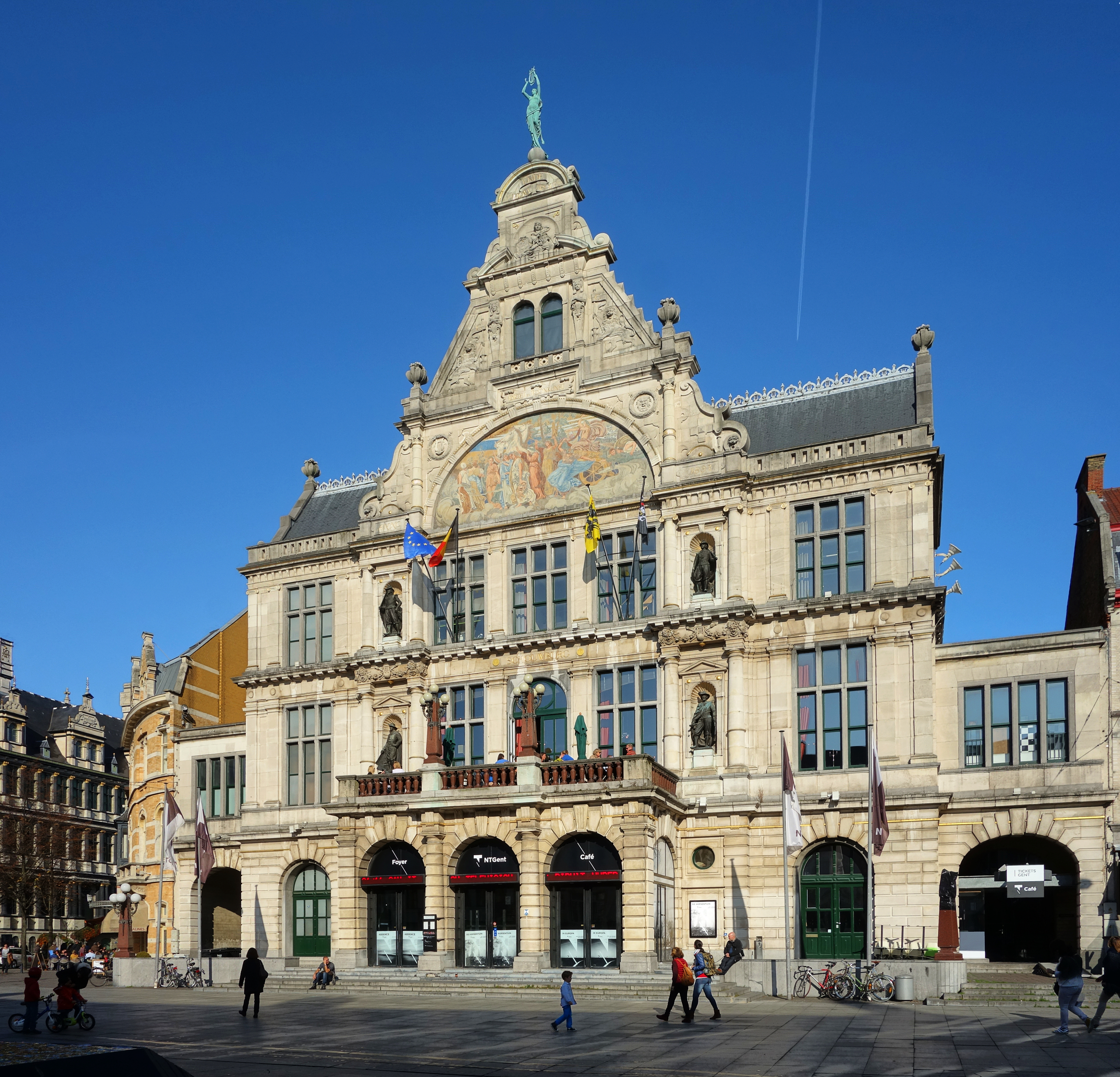
Die Koninklijke Nederlandse Schouwburg, die Hauptspielstätte des NTGent

Das Niederländische Theater Gent (auch Nederlands Toneel Gent, NTGent oder NTG) ist ein 1965 gegründetes Stadttheater im flämischen Gent.

## Spielstätten
Die Hauptspielstätte ist die 1899 erbaute Koninklijke Nederlandse Schouwburg mit 600 Sitzplätzem im Herzen der Genter Altstadt. Weitere Spielstätten sind das Minnemeers und das Arca, beide mit jeweils 200 Plätzen. Zudem besteht eine Kooperation mit dem Kulturzentrum Voorhuit und dem Minard Theater.

## Das NTGent und der deutsche Sprachraum
Seit 2018 ist der Schweizer Regisseur Milo Rau künstlerischer Leiter des NTGent.
Der belgische Regisseur Luk Perceval ist seit 2018 Hausregisseur am NTGent. Während Percevals Zeit als Oberspielleiter am Thalia Theater in Hamburg entstanden die Koproduktionen Front (2014) und Früchte des Zorns (2016). In der Spielzeit 2018/19 inszeniert er Black, ein Stück über die Ausbeutung des Kongo under König Leopold II, das den ersten Teil der Trilogie The Sorrows of Belgium bildet.
Zwischen seinen beiden Intendanzen am NTGent leitete der niederländische Regisseur Johan Simons von 2010 bis 2015 die Münchener Kammerspiele. Von 2015 bis 2017 war er Intendant der Ruhrtriennale. Seit 2018 ist er Intendant am Schauspielhaus Bochum.
Der in Deutschland arbeitende belgische Schauspieler Benny Claessens war von 2015 bis 2018 Ensemblemitglied des NTGent.
Der in Berlin lebende Regisseur Ersan Mondtag inszeniert in der Spielzeit 2018/19 die Performance De Living.
Auch einige deutsche Bühnenbildnerinnen und Bühnenbildner haben am NTGent geartbeitet. Bert Neuman entwarf das Bühnenbild für Platform (2006), Philip Bußmann für Platonov (2012), Katrin Brack für Sneeuw (2016) und Anette Kurz das Bühnenbild für Black (2019).

## Intendanten
- Dré Poppe, 1965
- Albert Hanssens, 1967
- Walter Eysselynck, 1972
- Jacques Van Schoor, 1976
- Jef Demedts, 1977
- Hugo Van Den Berghe, 1991
- Jean-Pierre De Decker, 1997
- Martine Gos, Alain Pringels, Mathias Sercu in und Domien Van Der Meiren, 2000
- Johan Simons, 2005
- Wim Opbrouck, 2010
- Johan Simons, 2015
- Milo Rau, 2018